# МТУ-72
МТУ-72 (Об'єкт 632) — радянський танковий мостоукладач. Розроблений в конструкторському бюро під керівництвом А. А. Морова в Омську та вироблявся на підприємстві Уралвагонзавод.

## Серійне виробництво
Мостоукладач МТУ-72 був прийнятий на озброєння радянської армії у 1974 році та передавався до військ з літа 1974 до кінця 1988—1989 років.

## Опис конструкції
МТУ-72 призначений для облаштування в бойовій обстановці переправи через вузькі водні перешкоди, яри та інженерні загородження — ескарпи та контрескарпи, завали. Він наводить один однопрогоновий металевий міст, вантажність якого становить 50 тонн через перешкоди завширшки до 18 метрів. Міст виготовлений зі сплаву на основі алюмінію.
Міст наводиться та знімається екіпажем МТУ-72 без виходу його з машини. Час встановлення мосту становить від 2,5 до 5 хвилин.
Є можливість наводити компоненти конструкції з кількох мостів, за участю кількох мостоукладачів. Ширина подолання перешкоди може становити до 30—35 метрів.

### Озброєння
До комплекту постачання МТУ-72 входять:
1. АКС-74, боєзапас 150 набоїв;
2. 10 гранат Ф-1;
3. Сигнальний пістолет СПШ із боєзапасом 30 набоїв.

### Засоби спостереження та зв'язку
Для зв'язку з командиром танкового підрозділу використається радіостанція Р-123М.

### Ходова частина
Як база використовується шасі основного бойового танку Т-72М1.

### Спеціальне обладнання
Корпус повністю герметичний і має протиатомний захист екіпажу. Для радіаційної розвідки на борту є прилад ГПК-59. Для запобігання пожежі, МТУ-72 обладнано системою автоматичного пожежогасіння 3ЭЦ11-3. Для роботи на зараженій місцевості є фільтрувально-вентиляційний пристрій.

## Бойове застосування
У березні 2022 року, під час російського вторгнення в Україну, українські військові захопили російський танковий мостоукладач МТУ-72.

## Оператори
- СРСР
- Ліван — деяка кількість МТУ-72, станом на 2012 рік[5]
- Росія — деяка кількість МТУ-72, станом на 2012 рік[6]
- Чехія — деяка кількість МТУ-72, станом на 2012 рік[7]
- Україна — один трофейний екземпляр, станом на 2022 рік[2]